# Jaromír Vlk
Jaromír Vlk (Teplice nad Bečvou, 4 marzo 1949) è un ex pesista cecoslovacco.

## Palmarès
| Anno | Manifestazione | Sede              | Evento         | Risultato | Misura  | Note |
| ---- | -------------- | ----------------- | -------------- | --------- | ------- | ---- |
| 1972 | Olimpiadi      | Monaco di Baviera | Getto del peso | 9º        | 20,09 m |      |
| 1973 | Europei indoor | Rotterdam         | Getto del peso | Bronzo    | 19,68 m |      |
| 1974 | Europei indoor | Göteborg          | Getto del peso | 6º        | 19,65 m |      |
| 1974 | Europei        | Roma              | Getto del peso | 10º       | 19,42 m |      |
| 1978 | Europei        | Praga             | Getto del peso | 6º        | 19,53 m |      |
| 1980 | Europei indoor | Sindelfingen      | Getto del peso | Argento   | 20,19 m |      |
| 1980 | Olimpiadi      | Mosca             | Getto del peso | 7º        | 20,24 m |      |